# Porricondyla tuckeri
Porricondyla tuckeri är en tvåvingeart som beskrevs av Ephraim Porter Felt 1908. Porricondyla tuckeri ingår i släktet Porricondyla och familjen gallmyggor.
Artens utbredningsområde är Kansas. Inga underarter finns listade i Catalogue of Life.